# Masang-broers
De Masang-broers van Bod zijn negen geesten die de macht zouden hebben gehad tijdens de legendarische voorgeschiedenis van Tibet. Zij zouden hun land Bod-kha-nya-drug hebben genoemd. De Tibetanen gebruiken nog steeds de naam Bod om hun land aan te duiden.

## Overzicht
| Volgorde | Naam                | Wylie                    |
| -------- | ------------------- | ------------------------ |
| 1        | Nyenya Pangkye      | gNyan-g.ya'-sbang-skyes  |
| 2        | Karting Namtsho     | Gar-ting-nam-tsha        |
| 3        | Lenglen Lamtsangkye | Gle-ngan-lam-tsang-skyes |
| 4        | Rutho Karkye        | Ru-tho-gar-skyes         |
| 5        | Shedo Kertingne     | She-do-ker-ting-nam      |
| 6        | Me Pemakye          | Me-pad-ma-skyes          |
| 7        | Sange Trulpoche     | gSang-ge-'phrul-po-che   |
| 8        | Trangwa Trangmagur  | Drang-ba-drangs-ma-mgur  |
| 9        | Kotong Namtsha      | bKong-stong-nam-tsha.    |